# Uzwojenie Ayrtona-Perry’ego

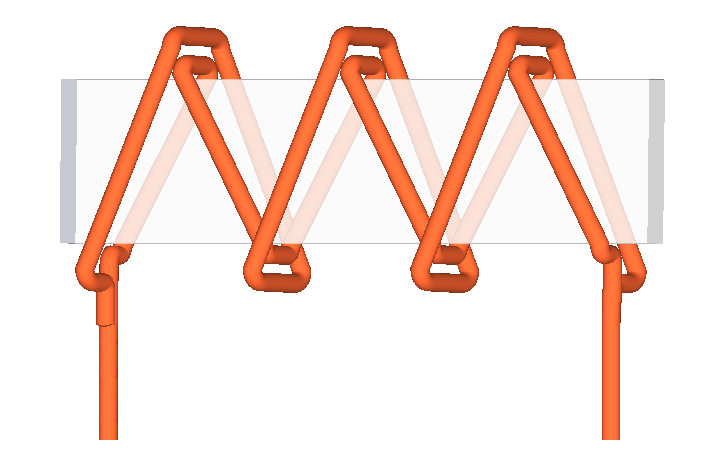
Uzwojenie Ayrtona Perry’ego

Uzwojenie Ayrtona-Perry’ego – rodzaj uzwojenia bifilarnego, w którym przewody nawinięte są na element nośny w przeciwnych kierunkach: prawoskrętnie i lewoskrętnie, a następnie połączone równolegle.

## Zalety
Uzwojenie takie umożliwia uzyskanie najmniejszych wartości indukcyjności i pojemności pasożytniczej w rezystorach drutowych.

## Wady
Ponieważ dwie części drutu oporowego połączone są równolegle, to rezystory wykonane w tej technologii mają czterokrotnie mniejsze wartości rezystancji niż wykonane w tradycyjny sposób z tej samej ilości drutu.

## Zastosowanie
Rezystory z uzwojeniem Ayrtona-Perry’ego wykorzystuje się obwodach elektronicznych wielkiej częstotliwości, gdzie zjawiska pasożytnicze mogą mieć krytyczny wpływ na działanie obwodu.